# Mohale's Hoek (cidade)
Mohale's Hoek é a capital do distrito de Mohale's Hoek, localizado no Lesoto. Sua população no censo de 1996 era de 17.871 habitantes, a população estimada para 2004 era de 20.000 habitantes.